# فليوت شائع
فُلْيُوت شائع (الاسم العلمي: Pholiota communis)، نوع من الفطور التي تتبع جنس الفليوت وفصيلة حلويات كاذبة. يوجد في جنوب شرق أستراليا. وهو فطر بني اللون صغير الحجم يظهر في دُبال الصنوبريات واليُوكالِبْتوس في الخريف والشتاء.